# Alexandre Mallet-Guy
Alexandre Mallet-Guy est un producteur de cinéma français né le 2 octobre 1974.

## Biographie
Après une prépa au Lycée La Martinière Monplaisir de Lyon, il suit les cours de Sup Télécom à Paris, puis  obtient le diplôme de l'ESSEC, à Cergy.
En 1998, il devient le directeur des affaires financières de la société cinématographique Pan-Européenne du producteur Philippe Godeau, puis en dirige la branche distribution.
En février 2003, il fonde la société Memento Films avec Émilie Georges (en).